# توني غونزاغا
توني غونزاغا هي مقدمة تلفزيونية وعارضة ومغنية وممثلة فلبينية، ولدت في 20 يناير 1984 في Taytay, Rizal ‏ في الفلبين.

## وصلات خارجية
- توني غونزاغا على موقع IMDb (الإنجليزية)
- توني غونزاغا على موقع ميوزك برينز (الإنجليزية)
- توني غونزاغا على موقع أول موفي (الإنجليزية)
- توني غونزاغا على موقع أول ميوزيك (الإنجليزية)
- توني غونزاغا على موقع قاعدة بيانات الفيلم (الإنجليزية)